# پترسکیرشن، بلنزینگن

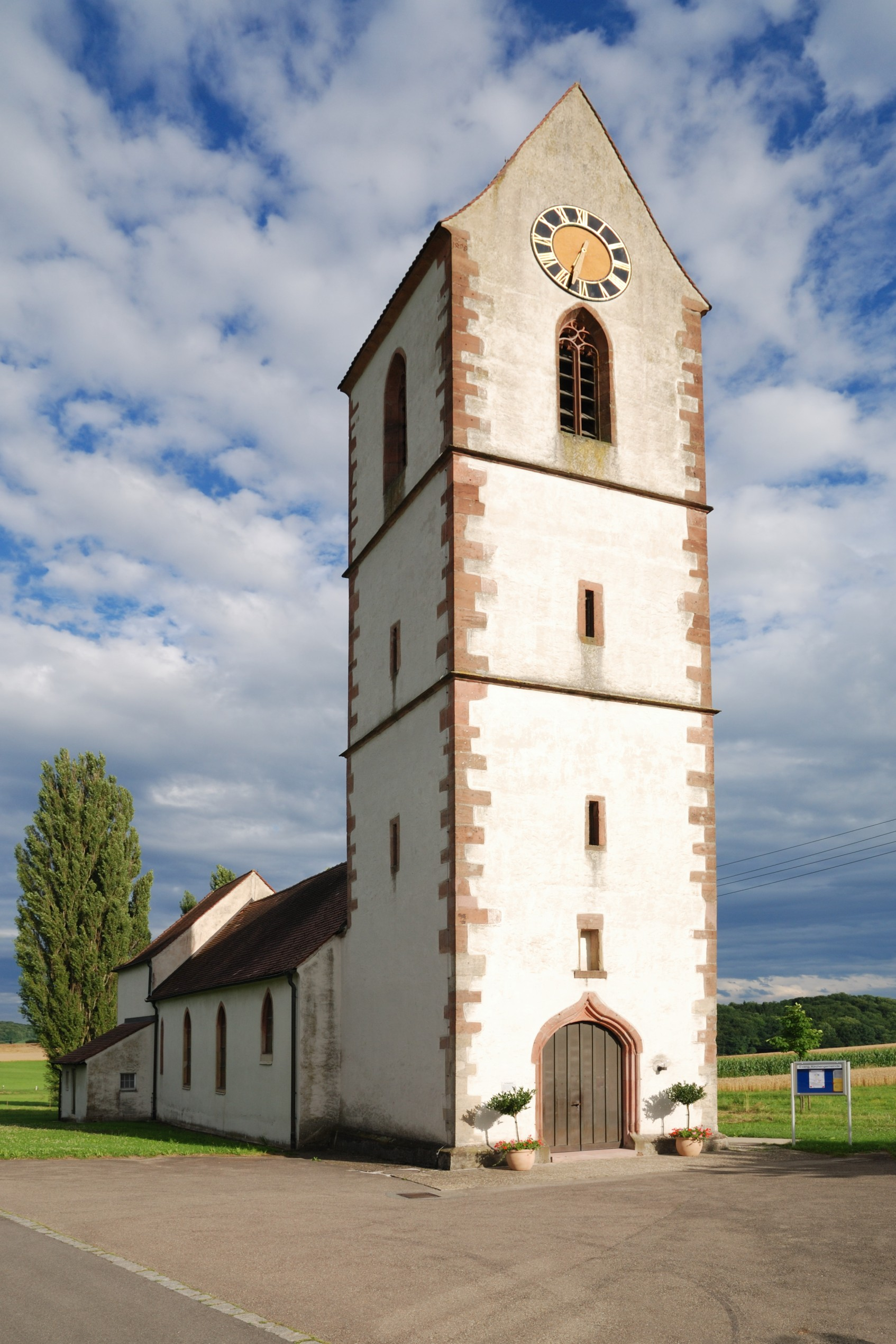
سمت غرب کلیسا با برج

پترسکیرشن، بلنزینگن (انگلیسی: Peterskirche, Blansingen) یک کلیسا در افرینگن-کیرشن ایالت بادن-وورتمبرگ در جنوب غربی آلمان قرار دارد. در سال ۱۱۷۳ ساخته و در سال ۱۴۵۷ بازسازی شد.